# Рансики
Рансики (индон. Ransiki) — город в Индонезии в провинции Западное Папуа. Административный центр округа Южное Маноквари. В 2010 году здесь проживало 7683 человека.